# كولينز منساه
كولينز منساه (بالإنجليزية: Collins Mensah)‏ هو منافس ألعاب قوى غاني، ولد في 19 فبراير 1961.

## وصلات خارجية
- كولينز منساه على موقع أوليمبيديا (الإنجليزية)